# Prašná brána
Prašná brána (německy der Pulverturm) je pozdně gotická stavba na rozhraní ulice Na Příkopě a náměstí Republiky vedle Obecního domu naproti domu U Hybernů. Jedná se o jeden ze symbolů Prahy. V bráně začíná Celetná ulice, která zde tvoří první část Královské cesty, která vede odtud až na Pražský hrad. Brána vznikla roku 1475 k reprezentačním účelům a nahradila Bránu svatého Ambrože (součást tehdy již nepotřebného staroměstského opevnění), dostavena byla ale až na konci 19. století, v pseudogotickém puristickém stylu. Brána má výšku 65 metrů, vyhlídkový ochoz se nachází ve výšce 44 metrů a vede na něj 186 schodů.

## Historie
Původně stála na jejím místě jedna z bran staroměstského opevnění, označovaná brána svatého Ambrože, kterou později vystřídala brána Horská. Jmenovala se podle toho, že z ní vycházela důležitá cesta na Kutnou Horu. Poté, co staroměstské hradby ztratily založením Nového Města svůj význam a přestaly být udržovány, zpustla Horská brána natolik, že se jí začalo říkat Odraná. Staroměstští konšelé si byli vědomi toho, že polorozpadlá stavba dělá městu ostudu, o to markantnější, že v její blízkosti stál Králův dvůr, sídlo mladého Vladislava Jagellonského. Proto se rozhodli ji zbořit a na jejím místě postavit novou, která by spíše než zárukou bezpečnosti byla důstojnou vizitkou Starého Města, tak jako na opačném konci Staroměstská mostecká věž.

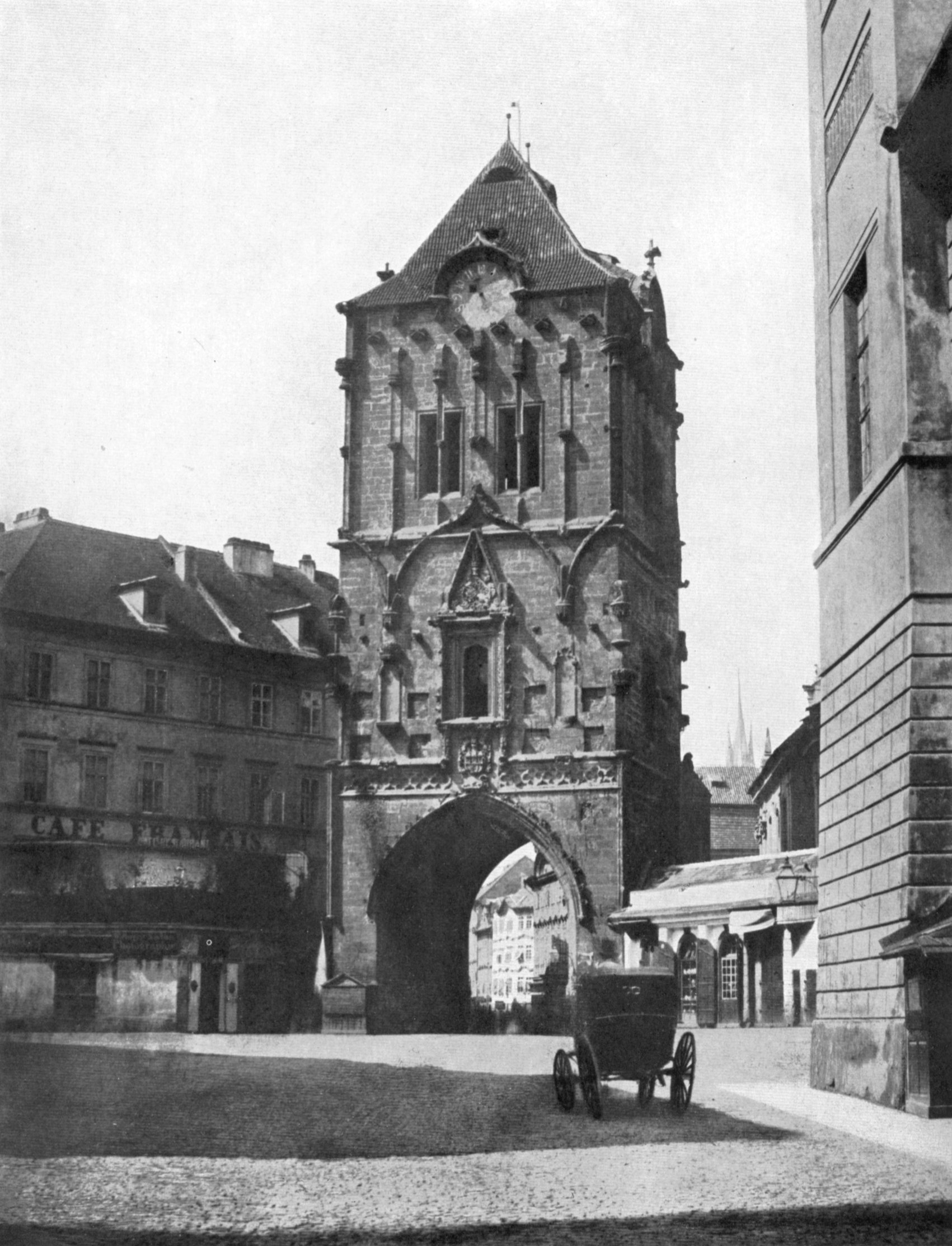
Prašná brána v roce 1856 před pseudogotizací, na fotografii Andrease Grolla

Její výstavba začala v roce 1475 pod vedením zednického mistra Václava. Ten však na tak náročný úkol podle soudu konšelů nestačil, a tak jej brzy nahradil Matyáš Rejsek z Prostějova. Brána, původně nazývaná Nová, byla založena téměř devět metrů pod úrovní dnešního terénu a byla vysoká 42 metrů. Stavba však zůstala nedokončena, protože po přestěhování krále Vladislava na Pražský hrad v roce 1483 ztratili Staroměstští o její dostavbu zájem. Proto byla asi jen provizorně zastřešena. Postupně ztratila jakoukoli funkci a dokonce se uvažovalo o jejím zboření. Asi od poloviny 18. století sloužila jako skladiště střelného prachu; proto se jí začalo říkat Prašná. Při pruském obléhání Prahy roku 1757 značně utrpěla a roku 1799 byla zbavena své poškozené výzdoby.
Dnešní vzhled získala až po pseudogotické puristické úpravě v letech 1878–1886, kterou vedl architekt Josef Mocker. Za předlohu posloužila podoba Staroměstské mostecké věže. Mocker dal zhotovit novou dlátkovou střechu s nárožními věžicemi a ochozem a odstranit hodiny ze začátku 19. století. Dílem jeho přestavby je i síťová klenba v průjezdu, stejně jako plastická výzdoba brány, která doplnila zbytky původní výzdoby Rejskovy.
Průčelí zdobí sochy českých panovníků a znaky zemí, jimž vládli. Na východním průčelí vlevo je to Karel IV. obklopen znaky říše a Lucemburska vlevo, znaky Čech a Niska vpravo. Na východním průčelí vpravo je to Přemysl Otakar II. obklopen znaky Čech a Rakous vlevo, znaky Moravy a Štýrska vpravo. Na západním průčelí vlevo je to Jiří z Poděbrad obklopen znaky Čech a Slezska vlevo, znaky Moravy a Dolní Lužice vpravo. Na západním průčelí vpravo je to Vladislav II. obklopen znaky Čech a Moravy vlevo, znaky Dolních Uher a Slezska vpravo.

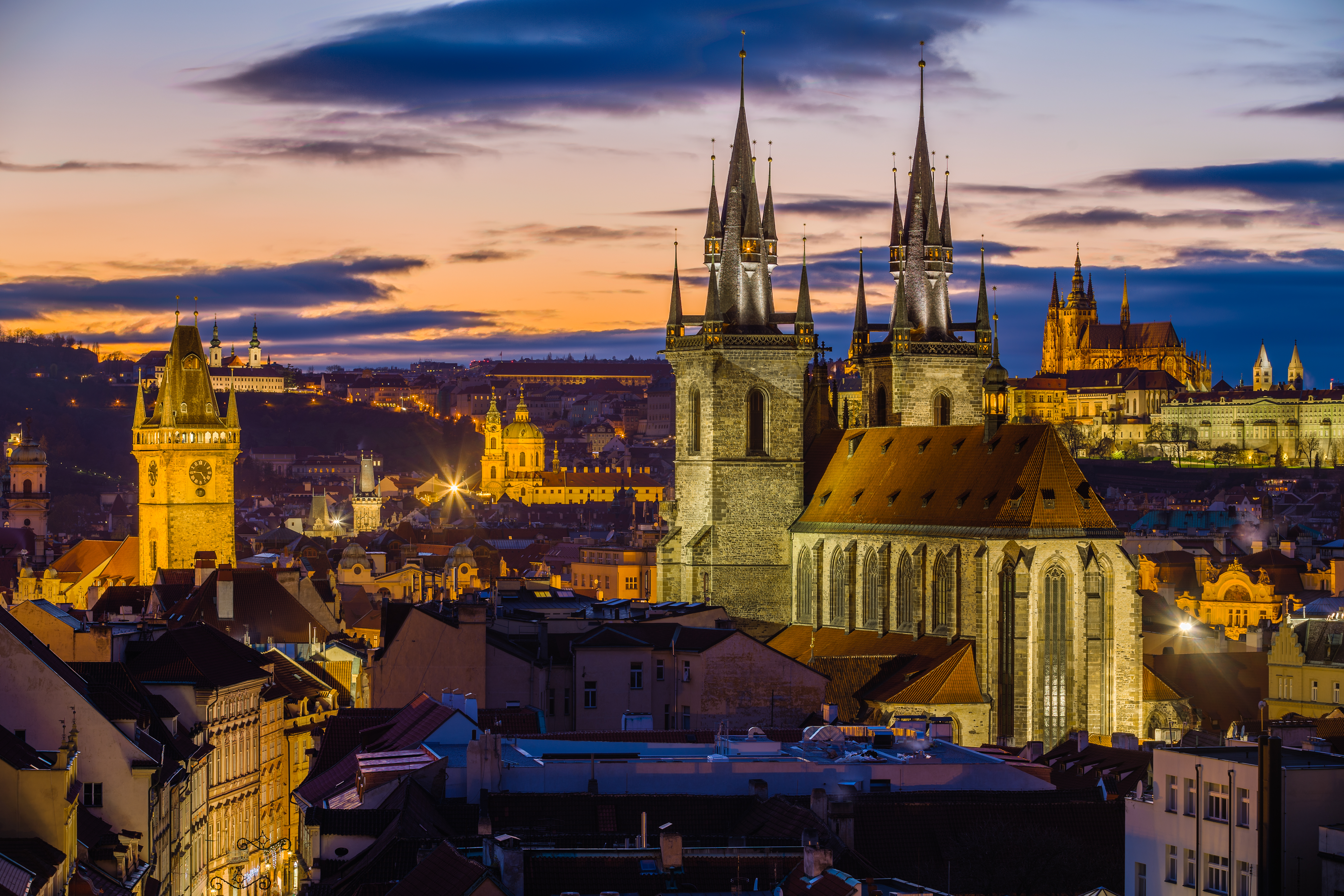
Výhled z ochozu brány na Týnský chrám a Pražský hrad

### 21. století
Brána je přístupná veřejnosti a jejím majitelem je hlavní město Praha, provozovatelem a nájemcem do začátku roku 2013 byla společnost ABL FM Services (později M2.C). Ve vnitřních prostorách byla od roku 2007 umístěna výstava Králův dvůr – život ve středověké Praze, později i další. 
Dne 21. ledna 2013 došlo k převzetí věže Muzeem hlavního města Prahy, pro návštěvníky byla věž otevřena 5. února 2013. Veškeré instalace, které tu byly, byly zrušeny, změnil se i systém vstupného, prostory byly nově využity pro depozitní exponáty.
Pod Bránou vede jednosměrná Celetná ulice a do roku 2019 zde bylo možné parkování. To bylo často kritizováno, většinou zde totiž stály limuzíny s reklamou na erotické podniky. Radnice Prahy 1 zvolená v roce 2018 sem v létě 2019 umístila značku zákaz zastavení. Na jaře 2021 vznikla pod branou cykloobousměrka, která umožňuje lidem na kole obousměrný průjezd.
Do budoucna je pod Prašnou branou plánováno zavedení pěší zóny a omezení tranzitního automobilového provozu. V roce 2024 má v rámci projektu „Hradebního korza" začít rekonstrukce přilehlých prostorů.
Od 1. 1. 2021[zdroj?] má na starosti provoz Prašné brány Prague City Tourism.

## Galerie

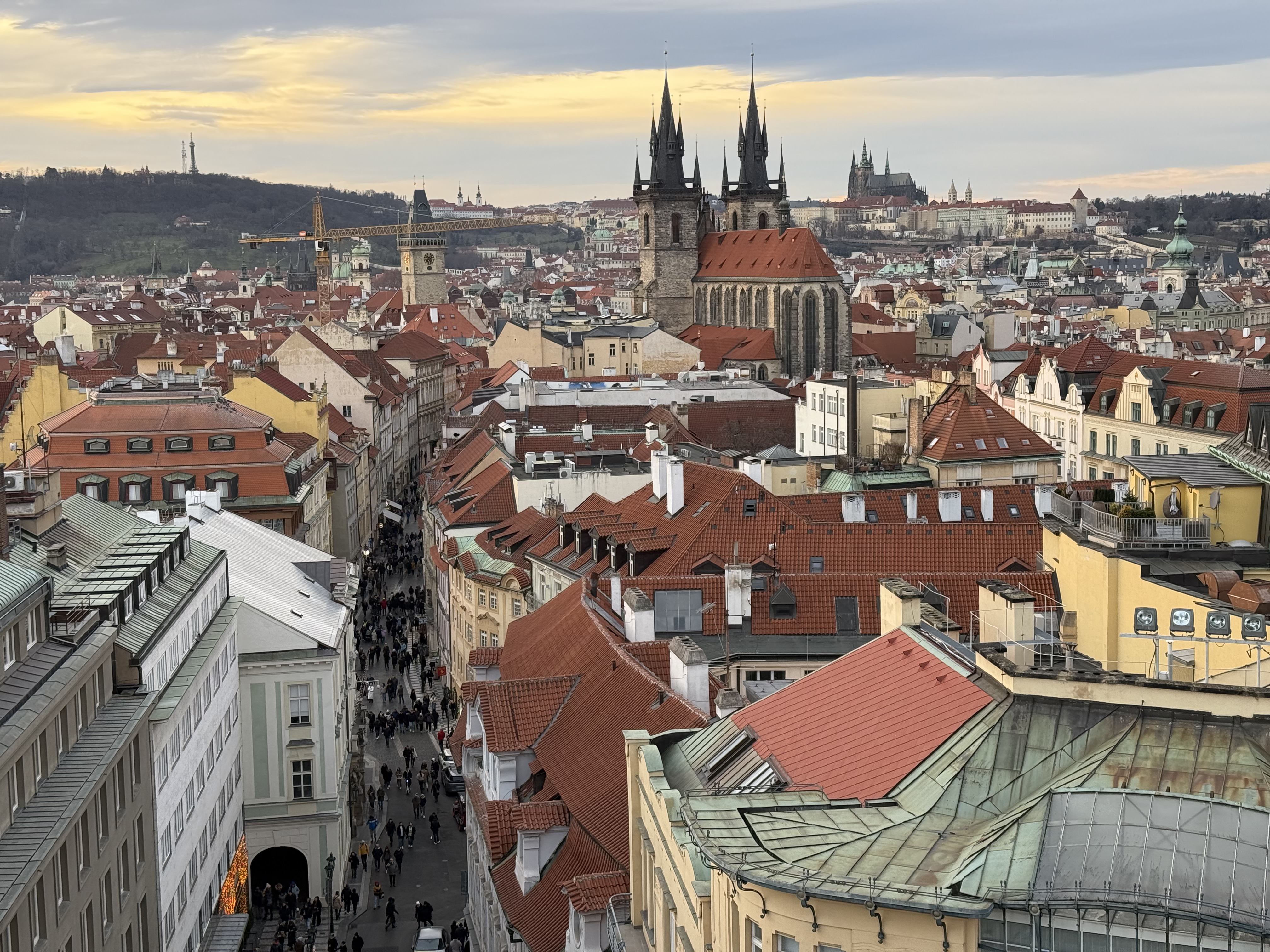
Prašná brána - výhled směr Celetná ulice
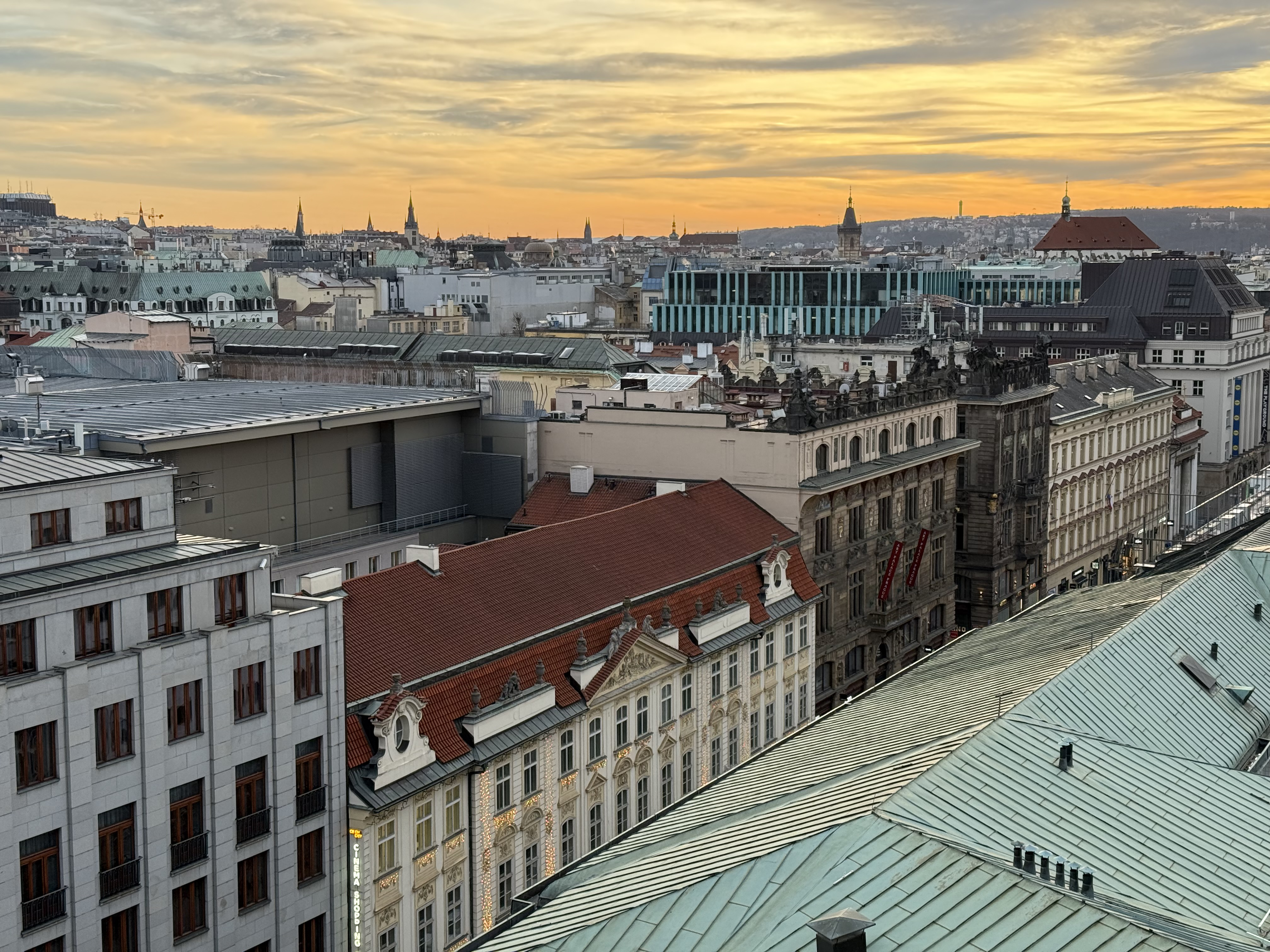
Prašná brána - výhled směr Hybernská ulice
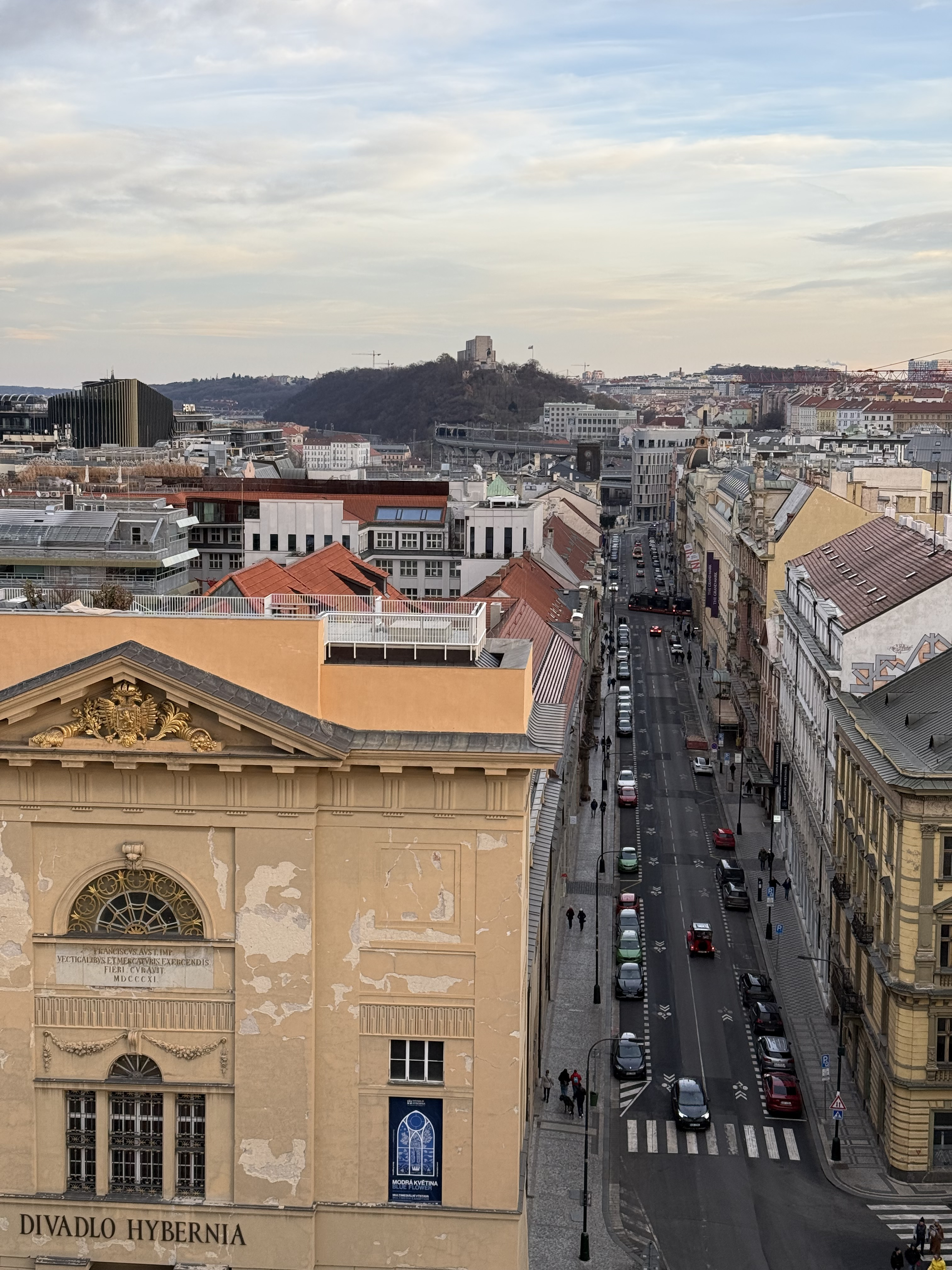
Prašná brána - výhled směr Hybernská ulice
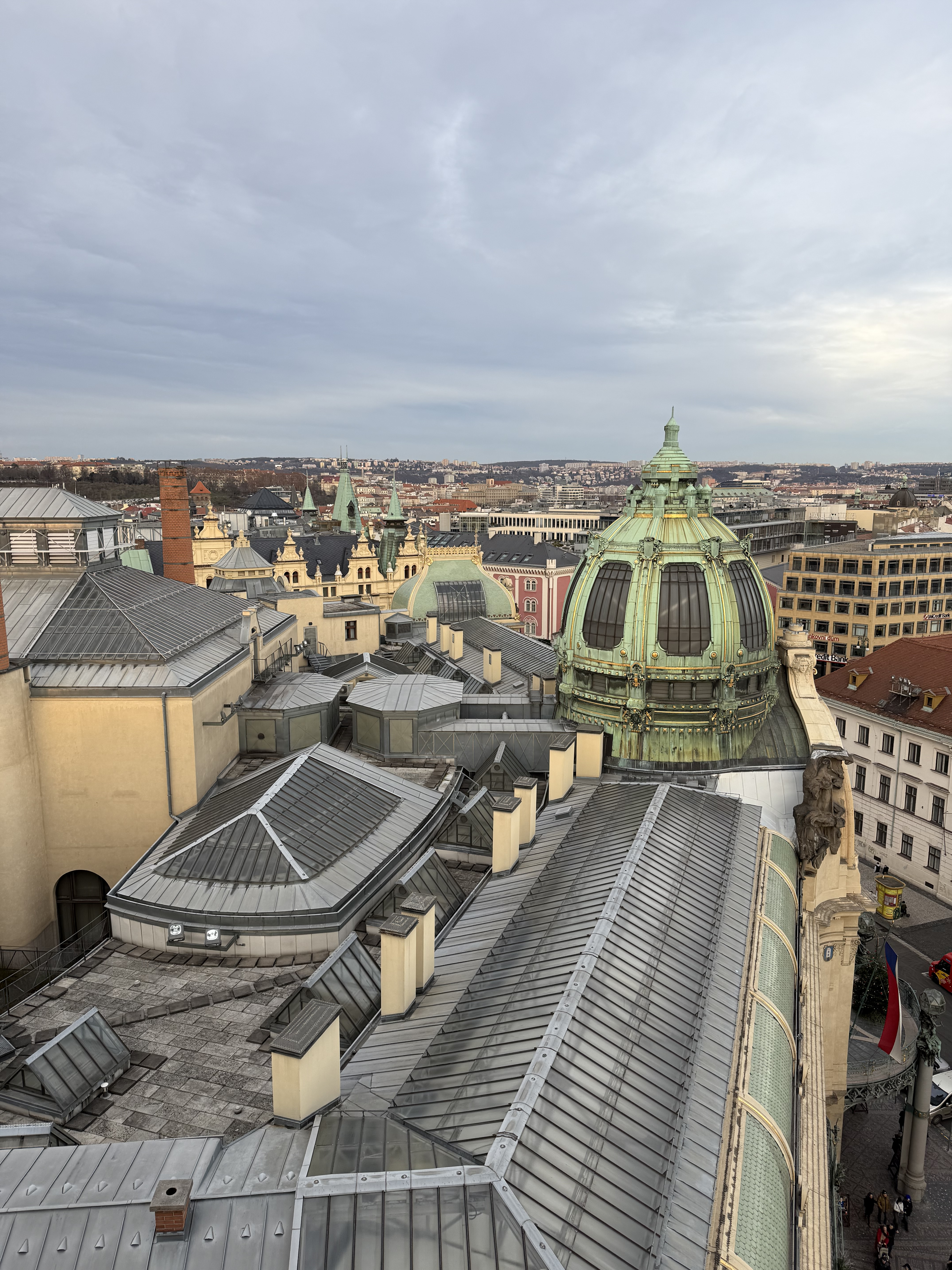
Prašná brána - výhled směr Revoluční ulice
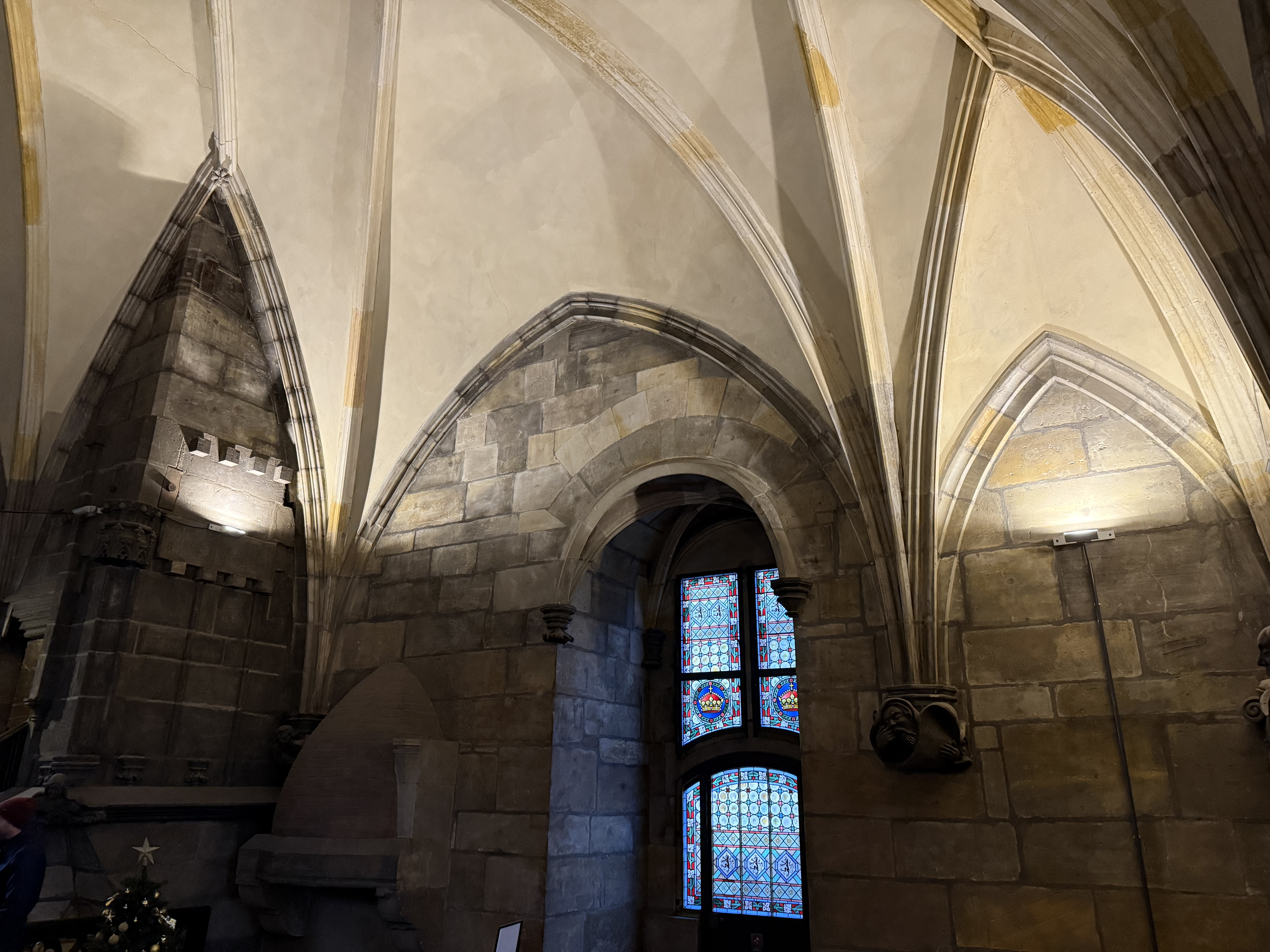
Prašná brána interiér
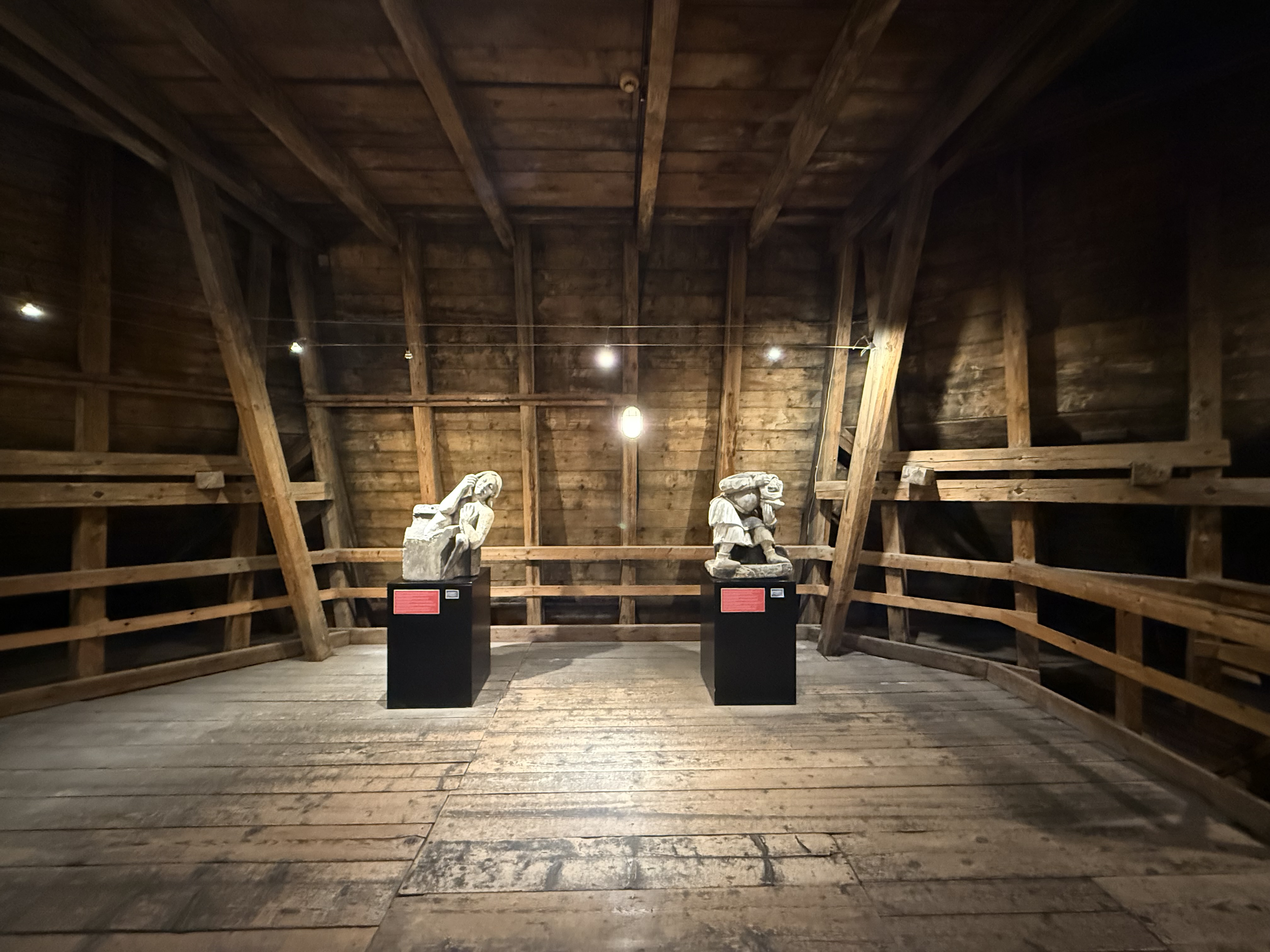
Prašná brána podkroví věže